# Acronicta smithii
Acronicta smithii là một loài bướm đêm trong họ Noctuidae.